# Katherine Stafford
Titre
Comtesse de Suffolk
janvier 1398 – 17 septembre 1415
(17 ans et 8 mois)
Katherine Stafford (vers 1376 – 8 avril 1419) est une femme de la noblesse anglaise.

## Biographie
Née vers 1376, Katherine Stafford est la deuxième fille d'Hugh Stafford, 2e comte de Stafford, et de son épouse Philippa de Beauchamp. En avril 1383, elle épouse Michael de la Pole, le fils aîné et héritier de Michael de la Pole, 1er comte de Suffolk. Elle lui donne huit enfants pendant leur trente-deux ans de mariage et devient comtesse de Suffolk en janvier 1398.
Katherine Stafford devient veuve le 17 septembre 1415 lorsque son époux succombe à une épidémie de dysenterie qui ravage le camp anglais au cours du siège d'Harfleur mené par le roi Henri V. Quelques semaines plus tard, le 25 octobre, son fils aîné Michael est tué au cours de la bataille d'Azincourt. Katherine meurt elle-même de causes inconnues le 8 avril 1419.

## Descendance
De son mariage avec Michael de la Pole, Katherine Stafford a huit enfants :
- Michael de la Pole (1394 – 25 octobre 1415), 3e comte de Suffolk, épouse Elizabeth de Mowbray ;
- William de la Pole (16 octobre 1396 – 2 mai 1450), 1er duc de Suffolk, épouse Alice Chaucer ;
- Alexander de la Pole (mort le 12 juin 1429) ;
- John de la Pole (mort en 1429) ;
- Thomas de la Pole (mort en 1433) ;
- Katherine de la Pole (1410 ou 1411 – 1473) ;
- Isabel de la Pole (morte en 1466), épouse Thomas Morley, 5e baron Morley ;
- Elizabeth de la Pole, épouse Edward Burnell, puis Thomas Kerdeston.